# Толстиков, Василий Сергеевич
Васи́лий Серге́евич То́лстиков (6 ноября 1917, Тула — 29 апреля 2003, Санкт-Петербург) — советский государственный и партийный деятель, дипломат. Первый секретарь Ленинградского обкома КПСС (1962—1970), член Бюро ЦК КПСС по РСФСР (1962—1966), чрезвычайный и полномочный посол.

## Биография
Родился 24 октября (6 ноября) 1917 года в городе Туле. Окончил школу-семилетку и местный строительный техникум (1934). Работал на шахтах треста «Москвоуголь» в качестве десятника, техника, прораба. Затем переехал в Ленинград и поступил в Ленинградский институт инженеров железнодорожного транспорта. После получения диплома стал главным инженером Военно-строительного участка № 6.
С началом Отечественной войны был призван в армию и принял участие в боях в Карелии. День Победы встретил в Австрии в звании старшего лейтенанта. В 1945—1946 годах в качестве начальника отдела перевозок группы оккупационных войск в Германии Толстиков занимался демонтажом немецких промышленных предприятий и отправкой трофейного германского оборудования в СССР. Демобилизовавшись, он вернулся в Ленинград и принял активное участие в восстановлении города. После вступления в ВКП(б) в 1948 году Толстикова передвигали на хозяйственную, советскую, партийную работу: попеременно он занимал должности управляющего треста «Ленстройцветмет», заведующего отделом строительства Ленинградского обкома КПСС, 1-го секретаря Гатчинского райкома КПСС, первого заместителя председателя Леноблисполкома и, наконец, 2-го секретаря обкома КПСС.
3 мая 1962 года был представлен Н. С. Хрущёвым на должность первого секретаря Ленинградского обкома КПСС.
На этом посту немало сделал для развития экономики и социальной сферы Ленинграда. При нём в городе начала осуществляться экономическая реформа 1965 года, были созданы первые научно-производственные объединения (НПО), велось широкое жилищное и промышленное строительство, построен БКЗ «Октябрьский», Дворец спорта «Юбилейный», открылась фирма «Лето».

Л. И. Брежнев (слева) поздравляет В. С. Толстикова с получением медали, 1965

Одновременно ужесточалась борьба с инакомыслием. Как первый секретарь Ленинградского обкома, Толстиков воспрепятствовал исключению из КПСС полковника КГБ в отставке Монахова. По неподтверждённым данным, «истребительная команда» под начальством Монахова в начале советско-финляндской войны уничтожила в Соловецких лагерях несколько сот иностранных коммунистов. С 23 ноября 1962 по 8 апреля 1966 года член Бюро ЦК КПСС по РСФСР.
16 октября 1970 года назначен чрезвычайным и полномочным послом СССР в Китай, где он находился до 1978 года. Существует несколько версий, объясняющих неожиданный переход Толстикова на дипломатическую работу. По одной из них, генеральному секретарю ЦК КПСС Л. И. Брежневу не импонировали авторитет, независимый характер и боевое прошлое ленинградского руководителя. По другой версии, при назначении была учтена позиция руководства Китая, которое остановило свой выбор на кандидатуре Толстикова как одного из наиболее авторитетных членов ЦК КПСС.
Не обладая опытом дипломатической работы, Толстиков, однако, сумел установить с китайским руководством ровные, рабочие отношения.
Чрезвычайный и полномочный посол СССР в Королевстве Нидерланды в 1979—1982 годах. Перед отъездом награждён орденом королевой Нидерландов Беатрикс.
Член ВКП(б) с 1948 года. Член ЦК КПСС (1961—1981). Депутат ВС СССР (1962—1974). Член Президиума Верховного Совета СССР (1962—1971).
С 1982 года — в отставке.
Возглавлял Комитет по международным связям Объединения ветеранов Санкт-Петербурга и области. Член КПРФ с 1992 года.
В 1997 году окончательно вышел на пенсию, много и тяжело болел. Умер 29 апреля 2003 года. Похоронен на Богословском кладбище Санкт-Петербурга.
Вдова: Толстикова Маргарита Васильевна. Приёмный сын: Лебедев Яков Яковлевич.